# Rivière Despinassy
Pour les articles homonymes, voir Despinassy.
La rivière Despinassy est un affluent de la rive est de la rivière Laflamme, laquelle est un affluent de la rivière Bell laquelle coule à son tour vers le nord pour se déverser sur la rive sud du lac Matagami (bassin versant de la baie James). La rivière Despinassy coule dans le territoire non organisé de Lac-Despinassy, dans la municipalité régionale de comté (MRC) de Abitibi, dans la région administrative de l’Abitibi-Témiscamingue, au Québec, au Canada.
La rivière Despinassy coule en territoire forestier et de marais dans les cantons de Ducros, de Bartouille et de Despinassy. La foresterie constitue la principale activité économique de ce bassin versant. La surface de la rivière est habituellement gelée du début de décembre à la fin d’avril.

## Géographie
Les bassins versants voisins de la rivière Despinassy sont :
- côté nord : rivière Laflamme, rivière Castagnier ;
- côté est : rivière Bartouille, rivière Taschereau, rivière Bell ;
- côté sud : rivière Ducros, ruisseau Charlemagne, rivière Taschereau ;
- côté ouest : rivière Laflamme, ruisseau Lavigne, ruisseau Hurault.

La rivière Despinassy prend sa source à l’embouchure d’un petit lac non identifié s'alimentant de quelques zones de marais. Ce lac est situé du côté ouest de la ligne de partage des eaux avec le bassin versant de la rivière Taschereau.
À partir du lac de tête, le cours de la rivière Despinassy coule sur 4,7 km selon les segments suivants :
- 2,4 km vers le nord-ouest, jusqu’à la rive sud du Lac Despinassy ;
- 0,9 km vers le nord-ouest, en traversant le lac Despinassy (largeur : 0,6 km ; altitude : 298 m) sur sa pleine longueur ;
- 1,4 km vers le nord-ouest en coupant le chemin de fer, jusqu’à sa confluence[1].

La rivière Despinassy se déverse dans une courbe sur la rive est de la rivière Laflamme. Cette confluence de la rivière Despinassy est située à :
- 55,3 km au sud de la confluence de la rivière Laflamme avec la rivière Bell ;
- 25,7 km à l'ouest du lac Parent ;
- 2,7 km au sud de la route 397 ;
- km au sud-est du centre-ville de Matagami ;
- 37,8 km au sud-est du centre du village de Lebel-sur-Quévillon ;
- 49,1 km au nord du centre-ville de Senneterre ;

## Toponymie
Le terme Despinassy désigne la rivière, le canton, un hameau, un lac, un marais, un ruisseau et le territoire non organisé.
Le toponyme rivière Despinassy a été officialisé le 5 décembre 1968 à la Commission de toponymie du Québec, soit lors de sa création.